# بيئة سطح مكتب

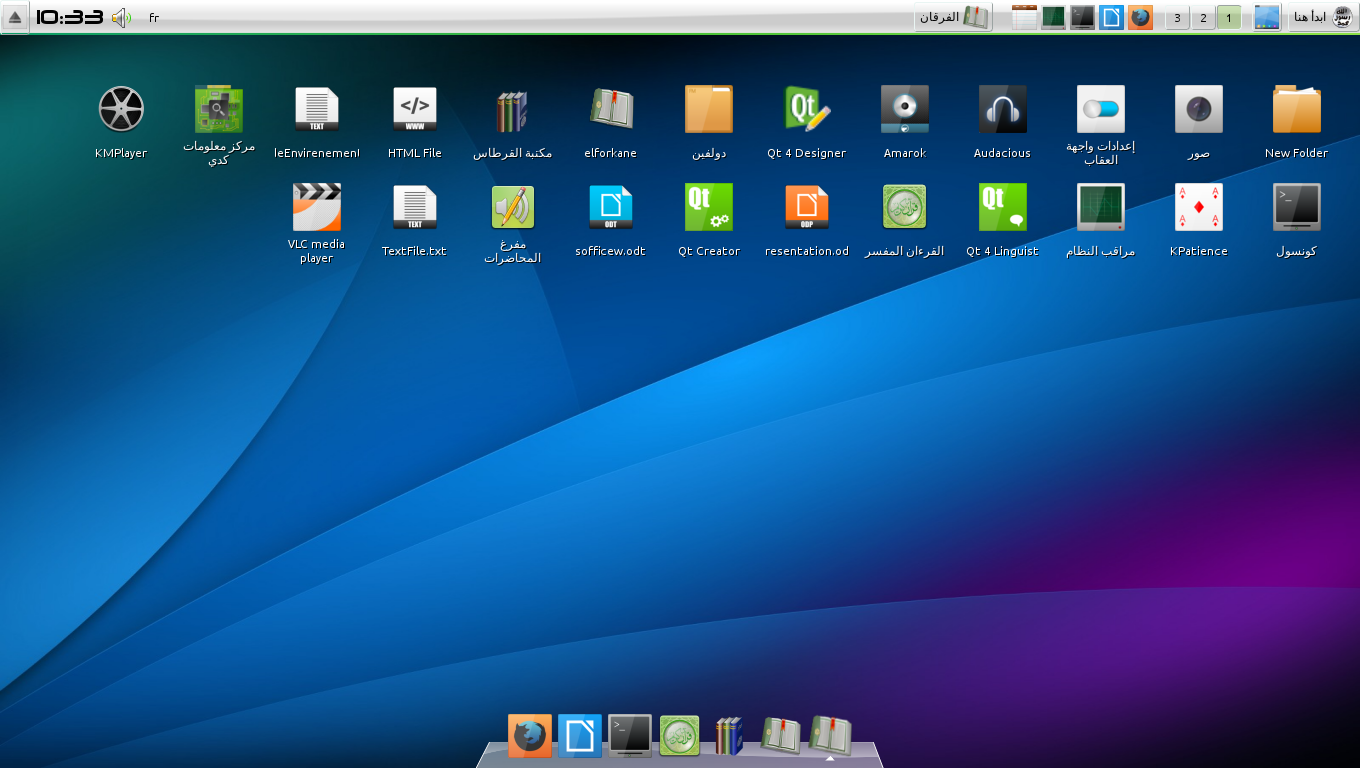
بيئة سطح المكتب العقاب

بيئة سطح المكتب (بالإنجليزية: Desktop Environment)‏ هي منطقة الشاشة الرئيسية التي تظهر بعد تشغيل الحاسوب وتسجيل الدخول إلى نظام التشغيل، أو بمعنى أدق سطح المكتب هو عبارة عن إيقونات وأزرار على الشاشة لمجموعة من البرامج التي تسمح لنا بالتحكم في معظم إعدادات الجهاز عن طريق واجهة رسومية تحاكي المكتب، وتسمى بيئة سطح المكتب أو باللغة الإنجليزية (desktop environment) هي استعارة بلاغية للمكتب.

ويوجد الكثير من أنظمة التشغيل تحتوي على بيئة سطح المكتب مثل نظام تشغيل شركة مايكروسوفت ويندوز، بالمقابل هنالك نظام نوافذ إكس لأنظمة التشغيل يونكس وفيها العديد من بيئات سطح المكتب وذلك حسب الاختيار.

## استعارة سطح المكتب
استعارة سطح المكتب ظهرت في أنظمة الحاسوب (بالإنجليزية: زيروكس ستار)‏ عام 1981، إن الفكرة الأساسية هي استخدام جهاز حاسوب يشبه في مظهره العمل المكتبي ومحتواه يمثلهُ في شكل أيقونات الوثائق والملفات، كذلك سلة المهملات للأوراق وآلة حاسبة توضع على سطح المكتب. ويمكن أن يفتح الملف في نافذة لتظهر صفحات الملف.

## تاريخ
استعارة سطح المكتب أدخلت لأول مرة من طرف ألان كاي في شركة بارك وذلك في عام 1970، وكان أول حاسوب إستغل المفهوم سطح المكتب «زيروكس ألتو» (بالإنجليزية: زيروكس ألتو)‏ في عام 1973، وهو حاسوب تجريبي، وأول نظام حاسوبي تم بيعه بهذا المفهوم هو «زيروكس ستار» في عام 1981. وتقنيا كانت عبارة سطح المكتب عن ثورة في علم الحاسوب ترتب عليها الكثير من الأمور ومنها:
- يجب إعادة هيكلة الجهاز لتسهيل العرض على الشاشة.
- إعادة هيكلة الرسومات، والتي يجب أن تنص على هيكلة البرامج الوصفية.
- أثبتت التجربة أن منهج الكائن ضروري على نحو متزايد.

واقتبست الفكرة عبر خلفاء زيروكس (بالإنجليزية: Xerox)‏ في برنامج مدير البيئة الرسومية (بالإنجليزية: Graphical Environment Manager)‏ لشركت ديجيتالل سرش (بالإنجليزية: Digital Research)‏ .
نجده في حاسوب واجهة المستخدم على حاسوب أبل ليزا وماكنتوش وحواسيب مثل أميغا.

## أنظمة تشغيل غير المتوافقة مع يونكس
أنظمة التشغيل غير المتوافقة مع نظام يونكس تحوي بيئة سطح مكتب وحيدة، قد تكون أفضل من حيث الثبات والتماسك الذي تقدمه للمستخدم وقد تحوي على واجهات متعددة وبرامج بديلة تسمح بضبط الواجهات الرسومية (مثل النوافذ، والأزرار والأيقونات)

## أنظمة تشغيلمتوافقة مع يونكس
أنظمة التشغيل التي تعمل مع نظام النافذة إكس تعد بيئة سطح المكتب التي عليهاأكثر مرونة لأنها متفككة إلى عدة عناصر، وهي مصنوعة من نظام نوافذ ومدير النوافذ بالإضافة إلى بيئة رسومية ومدير الملفات وكل منها قابل للتبديل والتعديل.
عناصر بيئة سطح المكتب ليست كلها قابلة للمعاينة من طرف المستخدم مثل برامج الخدمة التي تعمل في الخلفية وبرامج الوسائط وغيرها.

## بيئات سطح مكتب
- جنوم
- بلازما
- إكسفس
- إل إكس كيوت
- متّة
- يونتتي
- سينامن
- أكوا
- ريو
- Aero
- العقاب

### رواق الصور

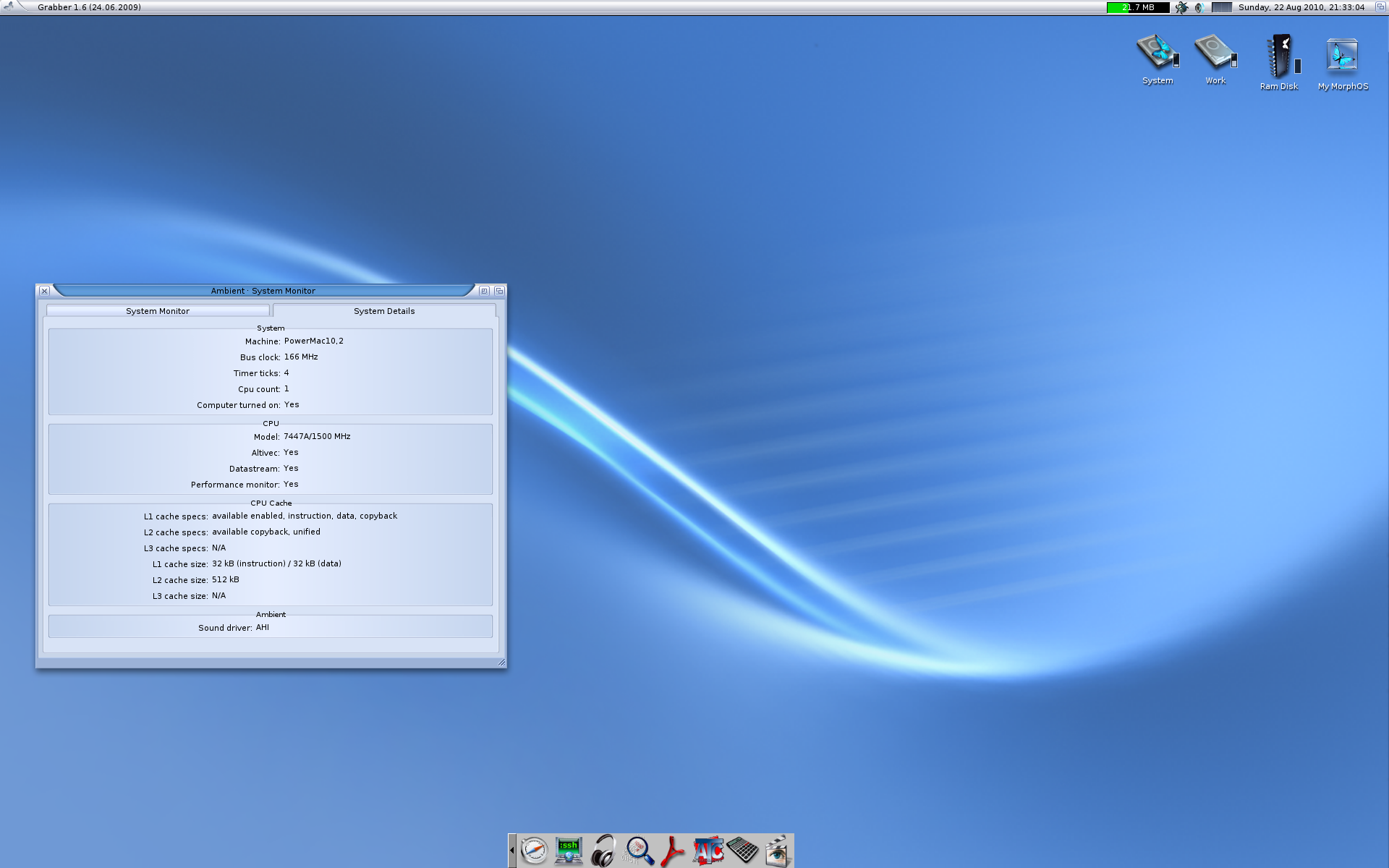
أمبينت
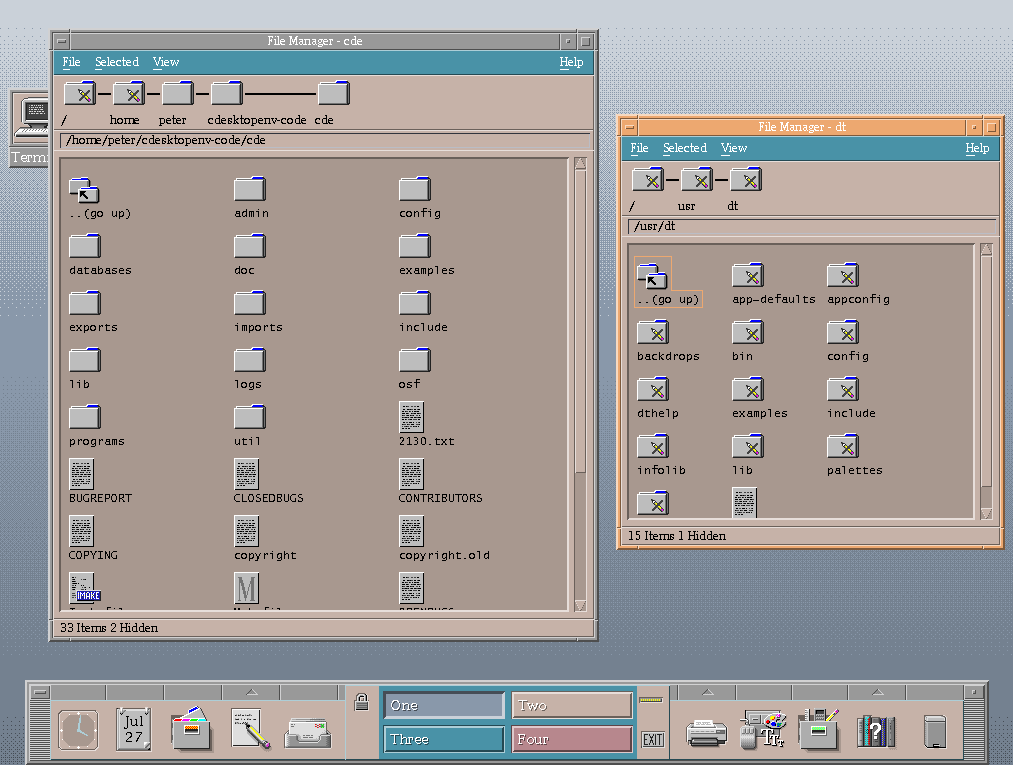
سي دي إي
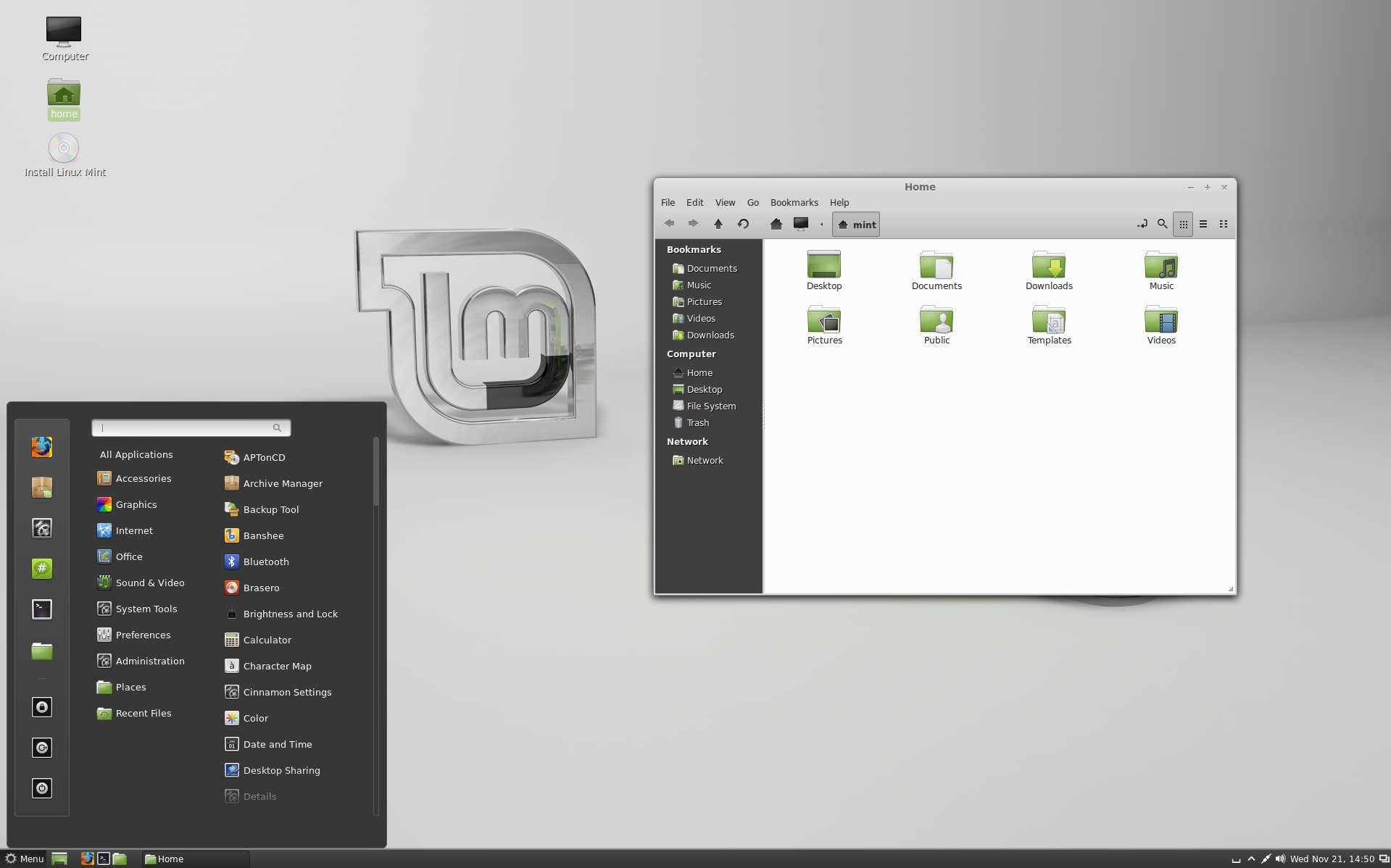
سينامن
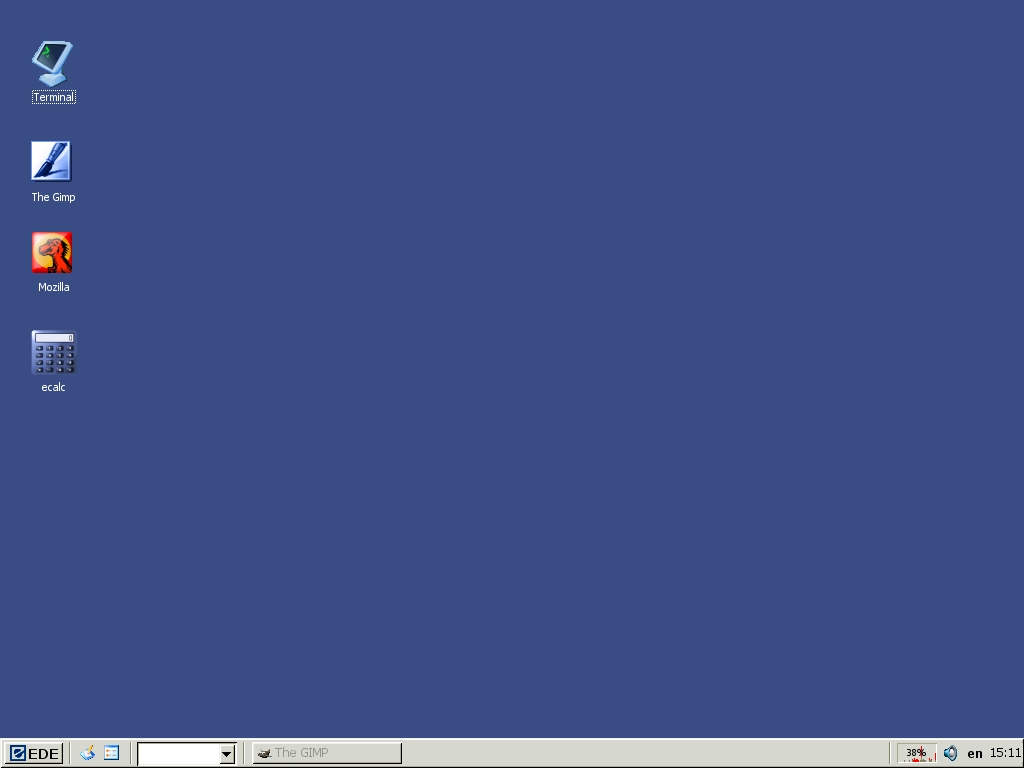
إي دي إي
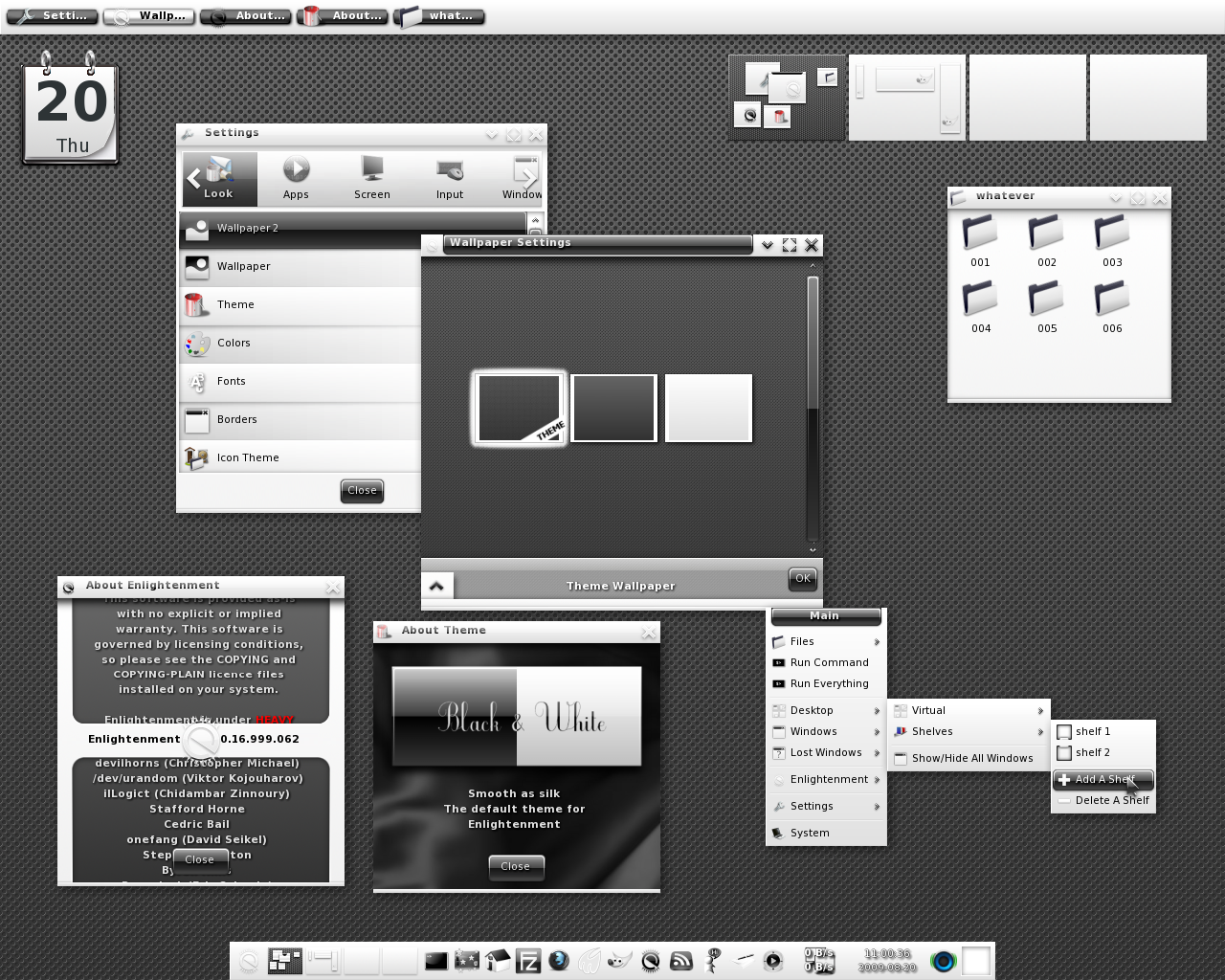
إنلايتنمينت
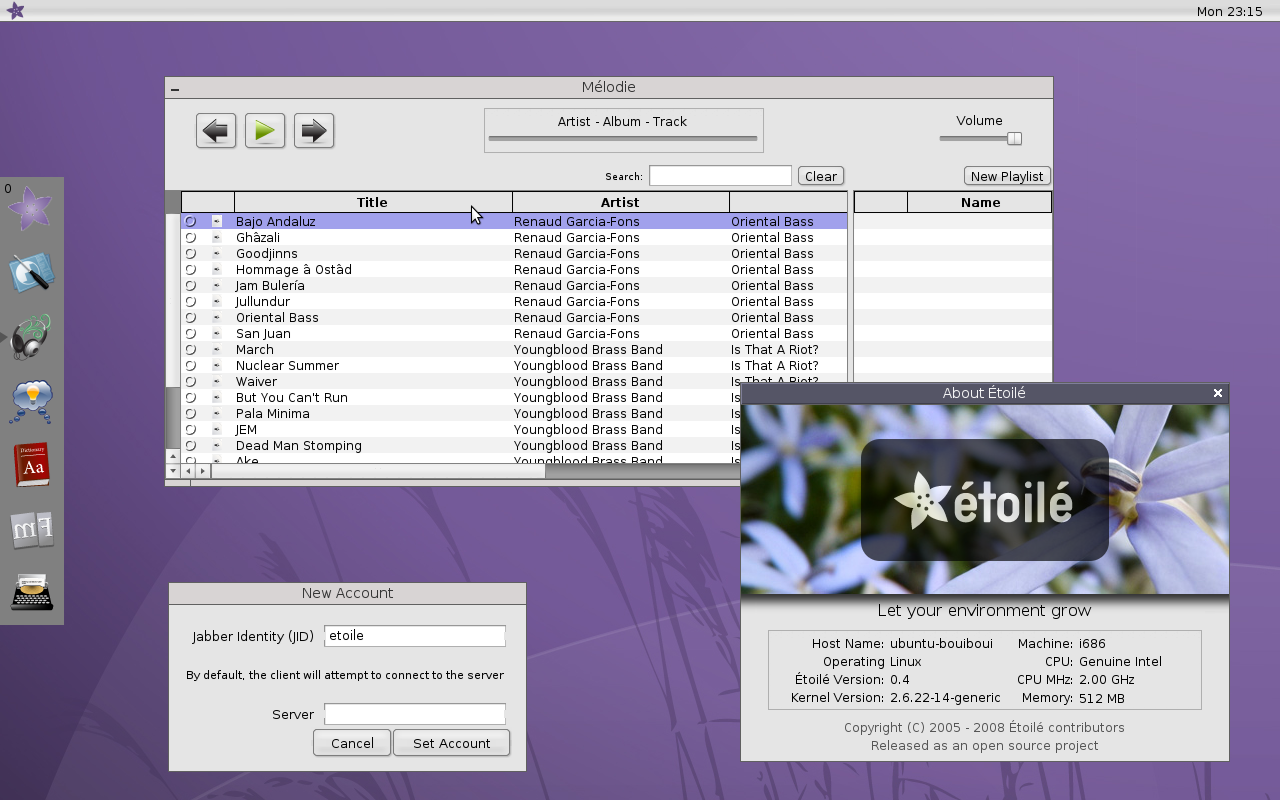
إيتويلي
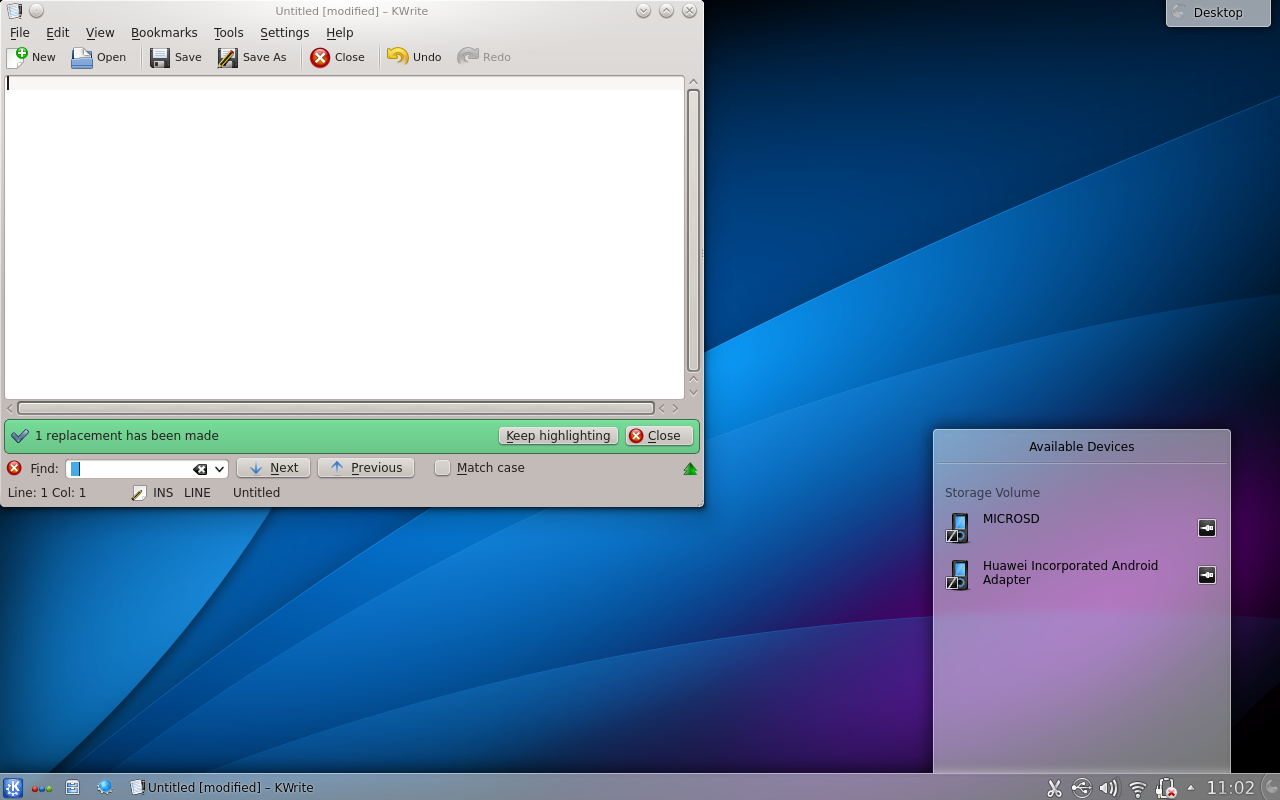
تصريف برمجيات كيدي
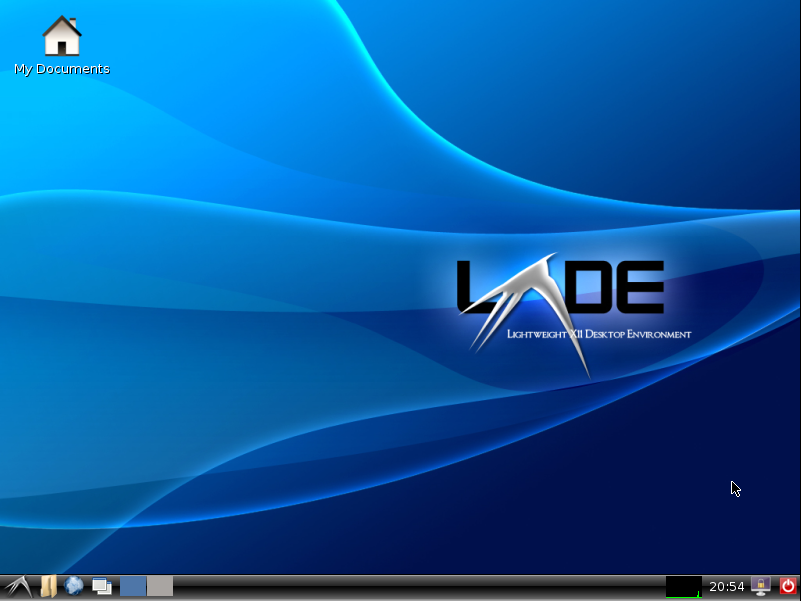
إل إكس دي إي
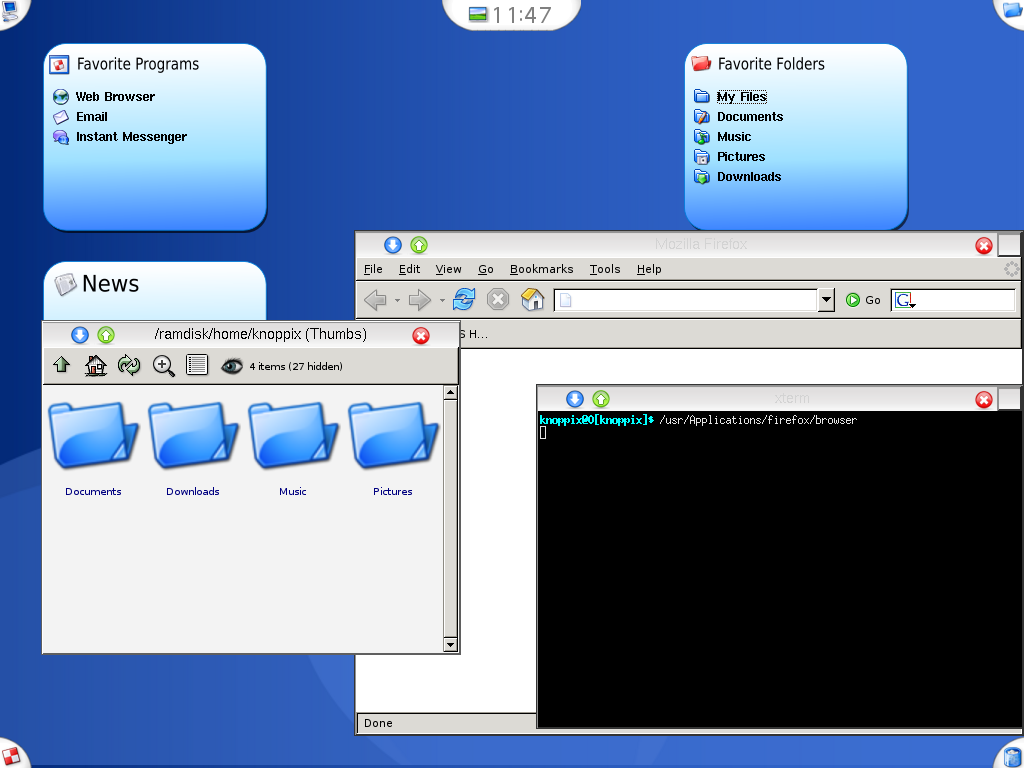
Mezzo
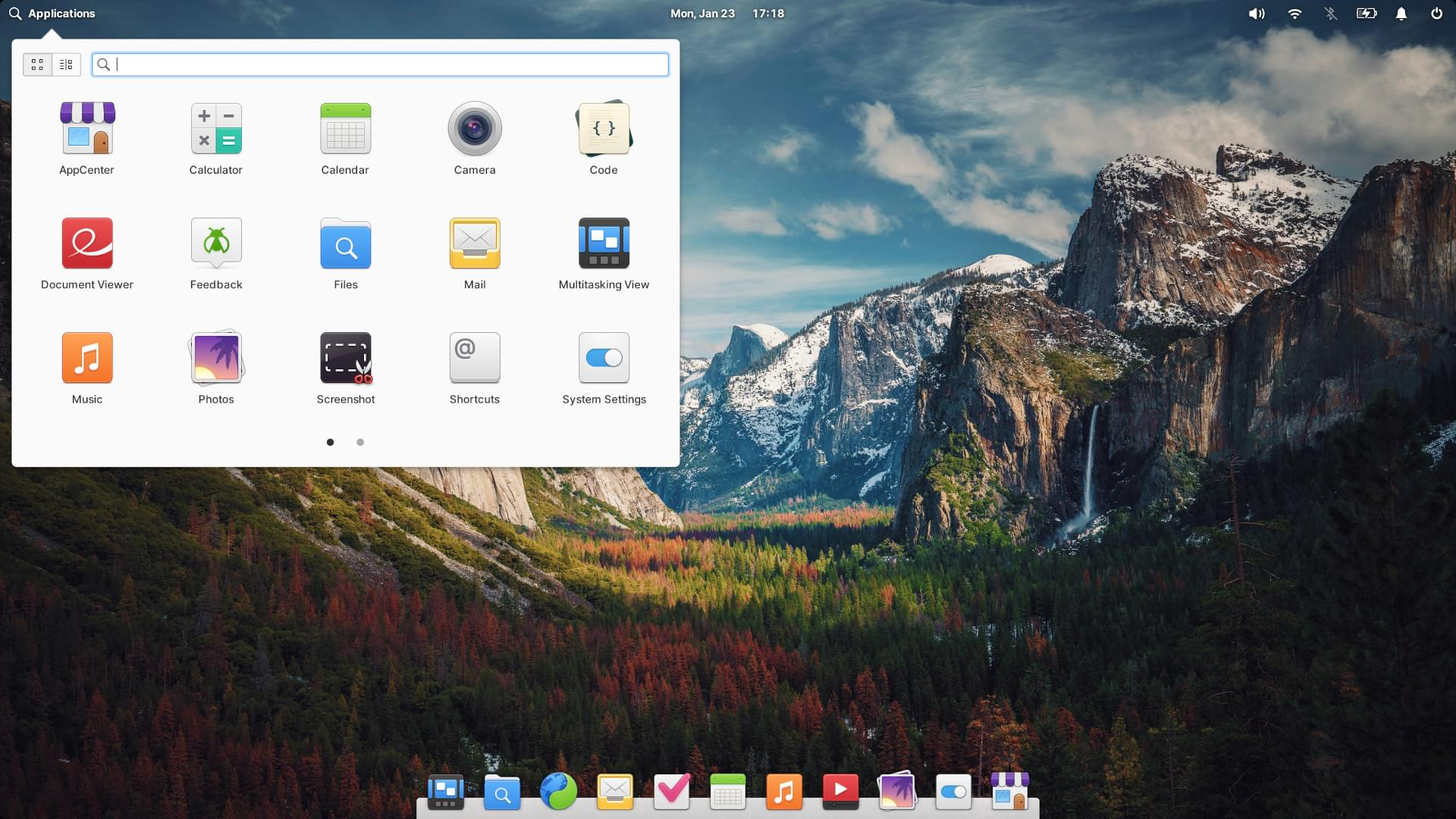
إلمنتري (توزيعة)
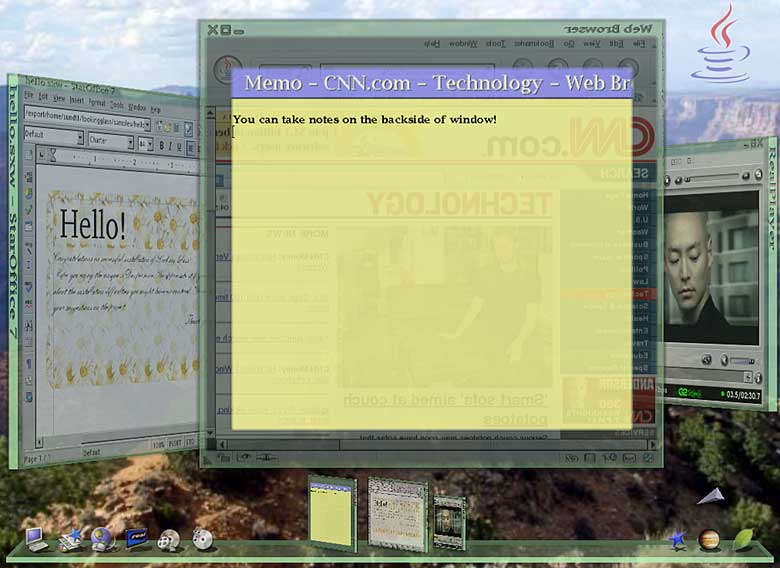
Project Looking Glass
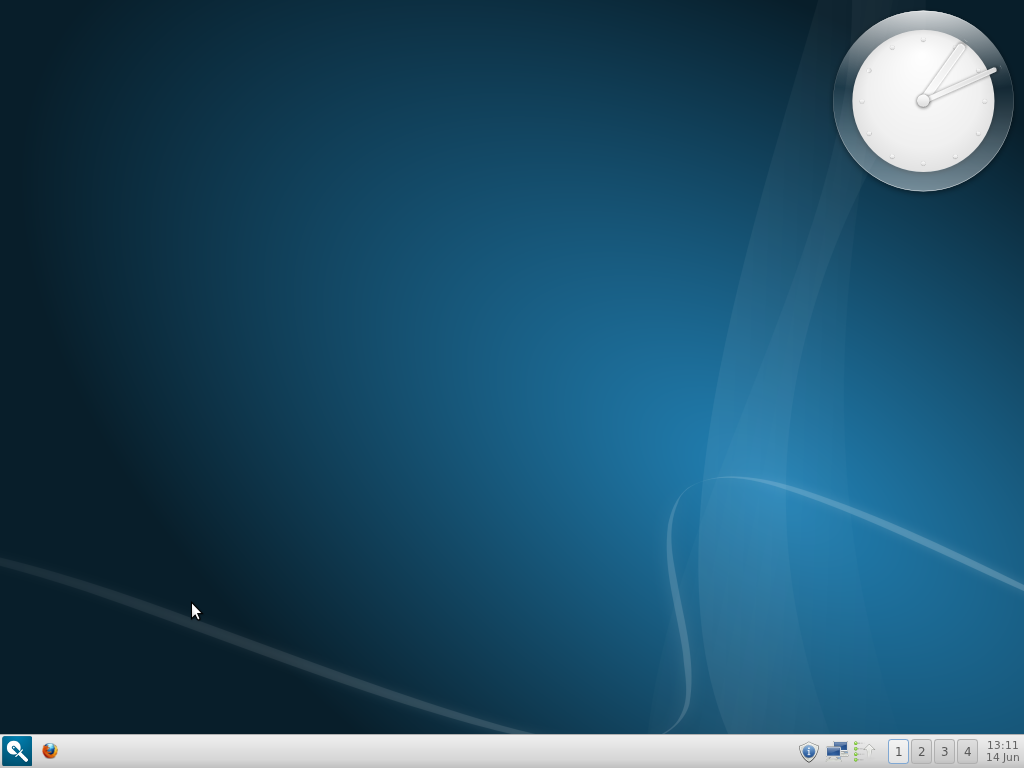
رازور-كيو تي
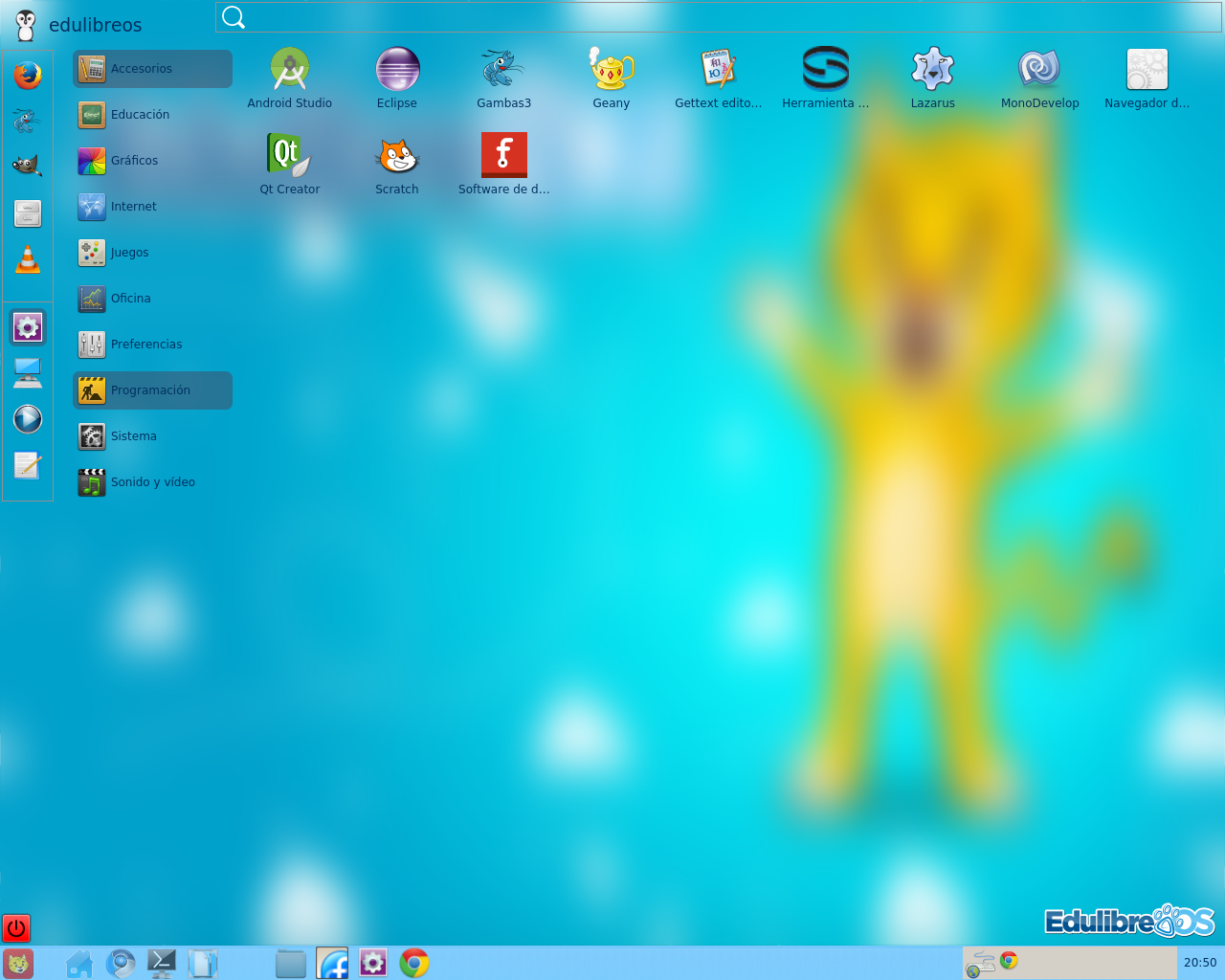
InnovaDE
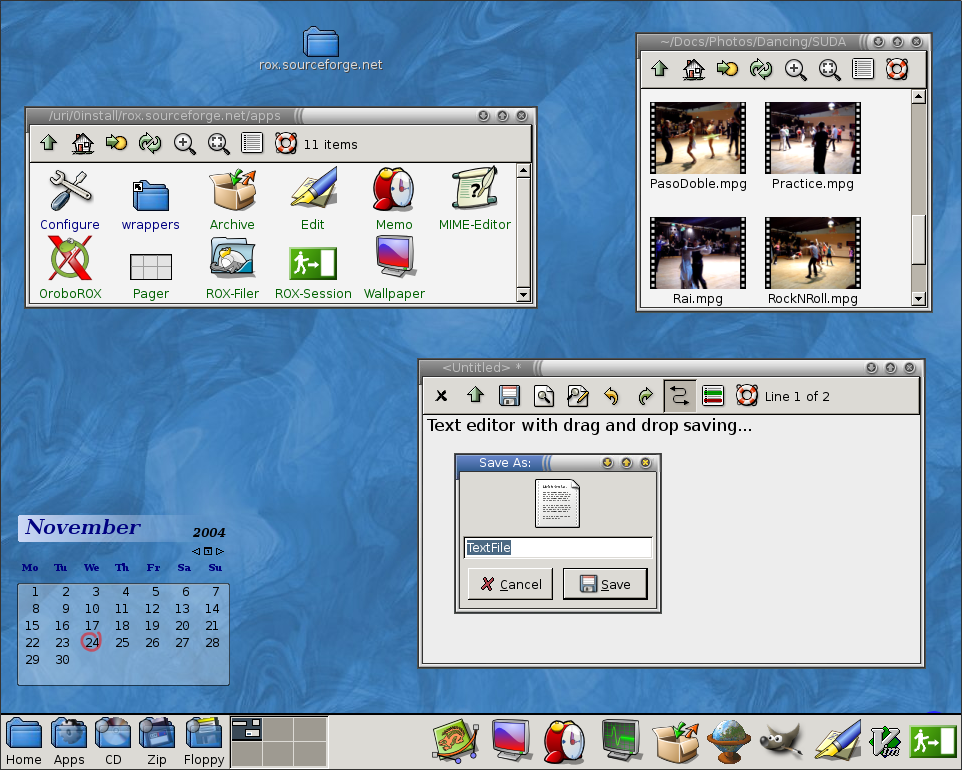
ROX Desktop
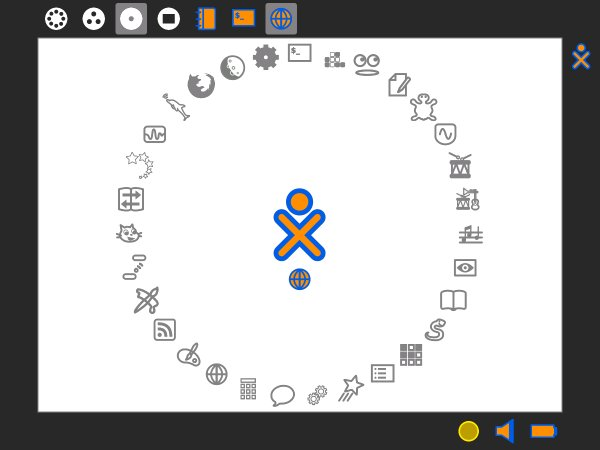
شوجر
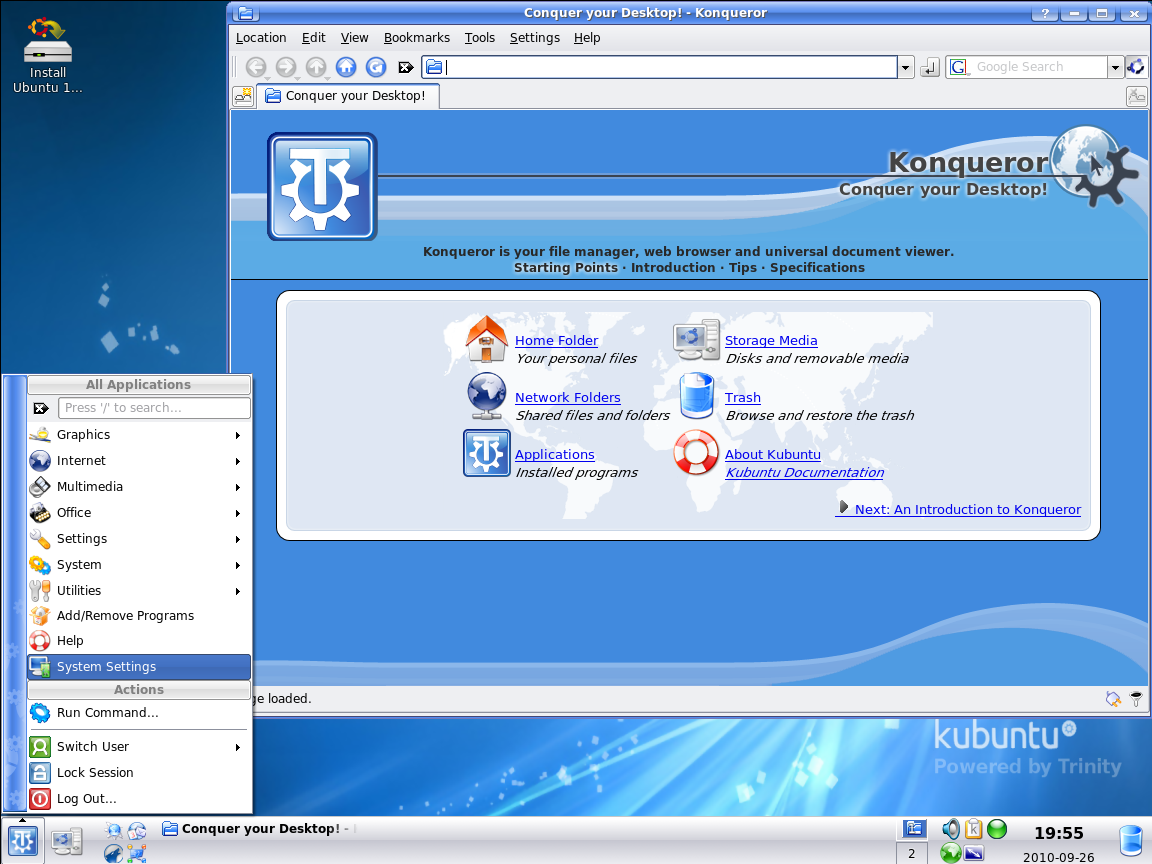
Trinity
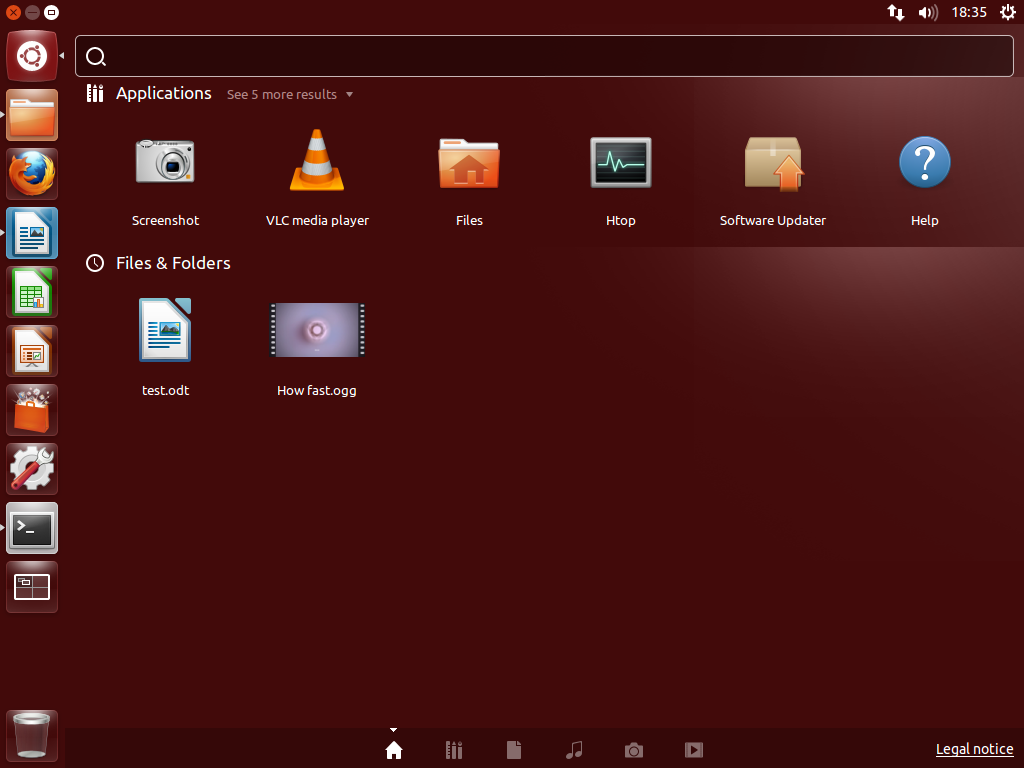
يونتي
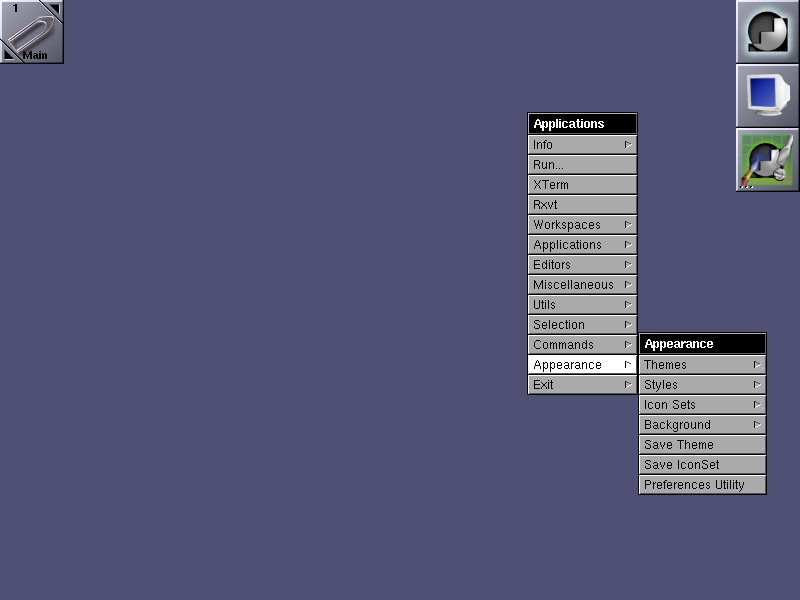
ويندو ميكر
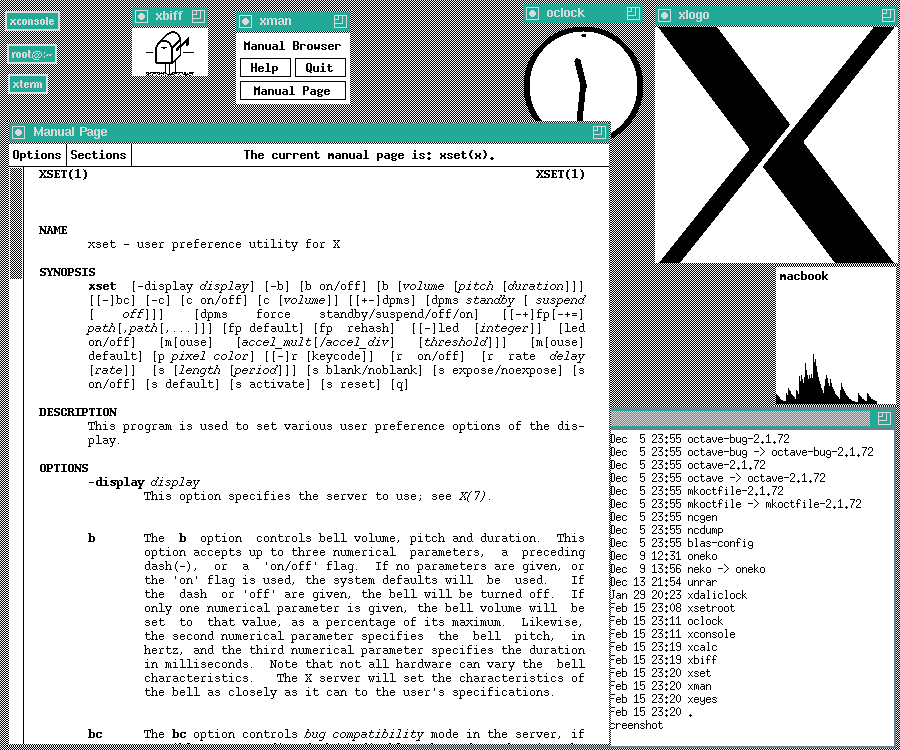
twm
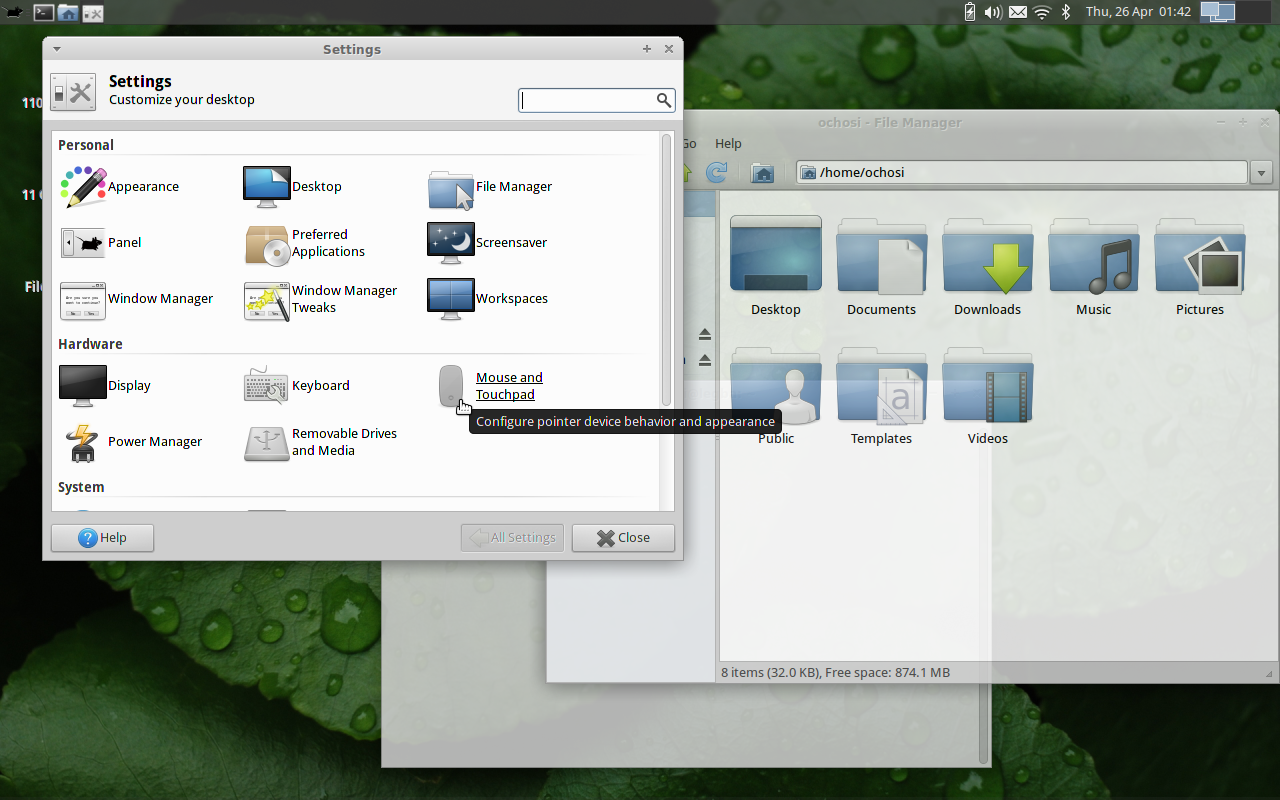
إكسفس
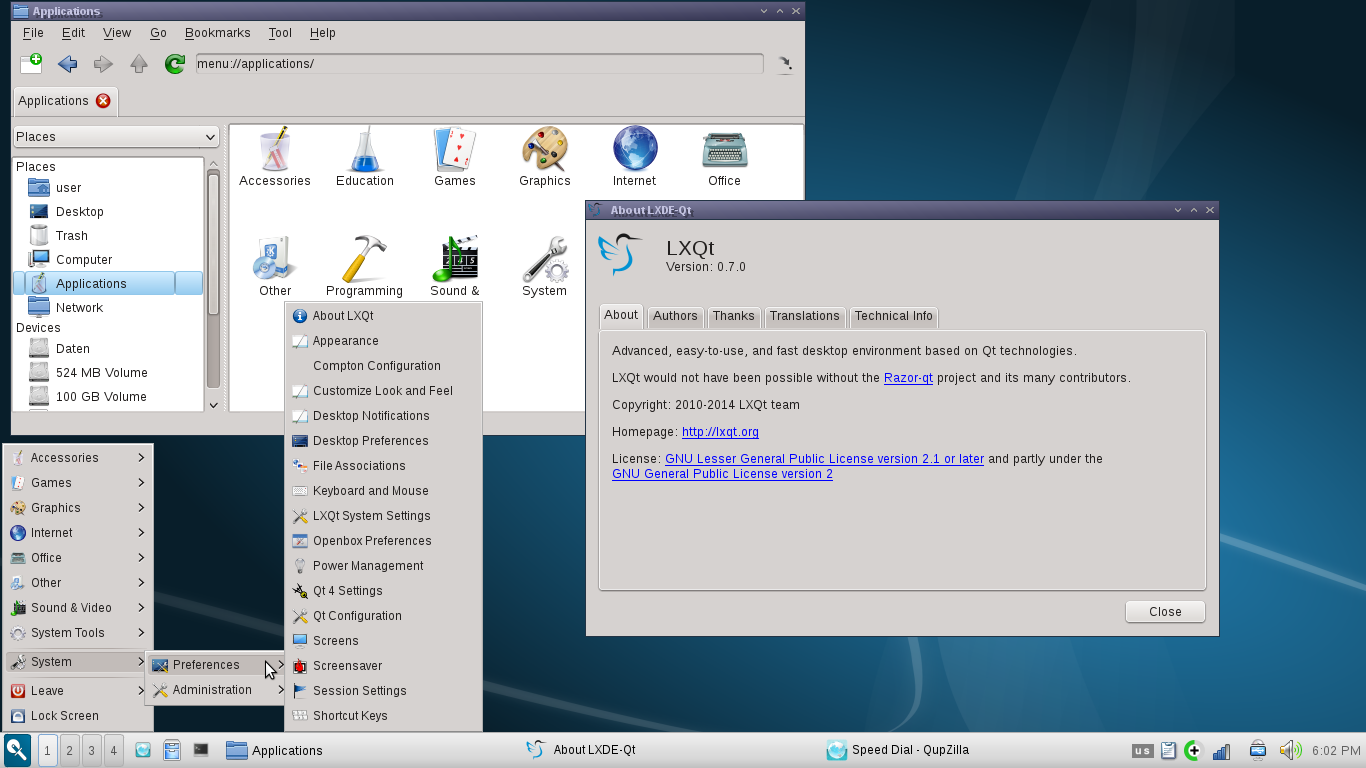
إل إكس كيوت
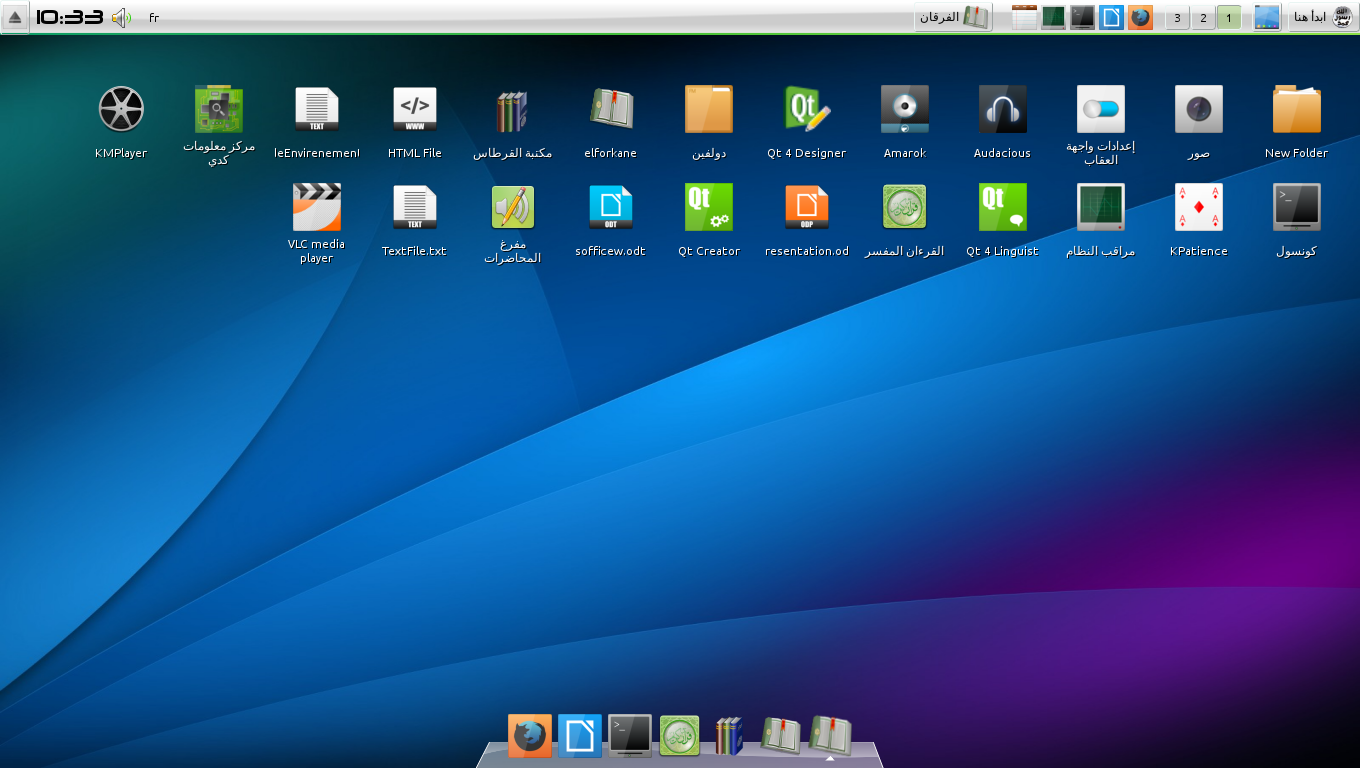
العقاب